# شارجينو
في فيزياء الجسيمات، الشارجينو هو جسيم افتراضي يشير إلى القيمة الكتلية لمرافق ممتاز مشحون أي كل فرميون مشحون حديثا (لفه المغزلي 1/2) يتوقعه التناظر الفائق. هذه الجسيمات هي ترتيبات خطية لوينو مشحون وهيكزينو مشحون هناك شارجينوان ينتمون إلى الفرميونات ومشحونة كهربائيا ويرمز لهما ب
C͂±
1 (الأخف) و
C͂±
2 (الأثقل) ويشير {\displaystyle {\tilde {\chi }}_{1}^{\pm }} و{\displaystyle {\tilde {\chi }}_{2}^{\pm }} في بعض الأحيان إلى الشارجينو بينما يشير {\displaystyle {\tilde {\chi }}_{i}^{0}} إلى النوترالينو. يتحلل الشارجينو الثقيل في بوزون زد ليتحول إلى شارجينو خفيف. ويمكنهما معا التحلل في بوزون دبليو إلى نوترالينو:

C͂±
2 → 
C͂±
1 + 
Z0

C͂±
2 → 
N͂0
2 + 
W±

C͂±
1 → 
N͂0
1 + 
W±